# マルセロ・バティストゥッツィ
マルセロ・バティストゥッツィ （Marcello Battistuzzi、1976年7月20日 - ）は、ブラジル、サンパウロ出身のレーシングドライバー。

## 経歴
1997年にヨーロッパのフォーミュラ・オペル、フォーミュラ・オペルチャレンジ、フォーミュラ・オペルロータスネイションズカップなどのジュニアフォーミュラレースで活動を開始。最初の2つのシリーズで、それぞれ6回と3回優勝し、両方のシリーズでチャンピオンを獲得。ネイションズカップで準優勝した。後年、国際フォーミュラ3000とイタリア・フォーミュラ3000にも参戦した。